# トラム (マルセイユ)
この項目では、フランスの都市・マルセイユ市内を走るトラム（路面電車）について解説する。マルセイユの路面電車は第二次世界大戦以前から営業運転を続けるフランスでも数少ない路面電車網の1つで、長期の路線休止を伴う大規模な改良工事を経て2007年に新たな路線網として再開業した経歴を持つ。2020年現在はマルセイユ市内で各種公共交通機関を運営するマルセイユ市交通局（Régie des Transports Métropolitains、RTM）によって運営されている。

## 歴史
マルセイユ市内における最初の軌道交通は、1876年から営業運転を開始した馬車鉄道であった。それまで市内各地で運行していた乗合馬車に代わる新たな交通機関として発展を遂げた馬車鉄道は、1890年には8つの系統を有する大規模な路線網となった。一方、その2年後の1892年には路線の電化が始まり、1899年までに馬車鉄道は路面電車へと置き換えられた。同じ頃には、当時路面電車を運営していたフランス一般路面電車会社（Compagnie générale française des tramways、CGFT）とマルセイユ市との間に路面電車の建設や運賃に関する協定が結ばれている。
その後も路面電車網は発展を続け、1914年には100系統以上、合計167 kmという大規模な路線網が築かれ、運行間隔も最短10秒という高頻度運転が実施されていた。また、路線網はマルセイユのみならず近隣の自治体にまで及んだ。1930年代には年間の利用客が1億6,900万人にまで達したが、同時期以降は自動車の発達によりマルセイユの路面電車を路線バスやトロリーバスへ置き換える案が挙がり始めた。第二次世界大戦の影響により一時的にその動きは中断するも、戦後の1950年代以降は時代遅れと見做されるようになった路面電車の大規模な廃止が実施された。

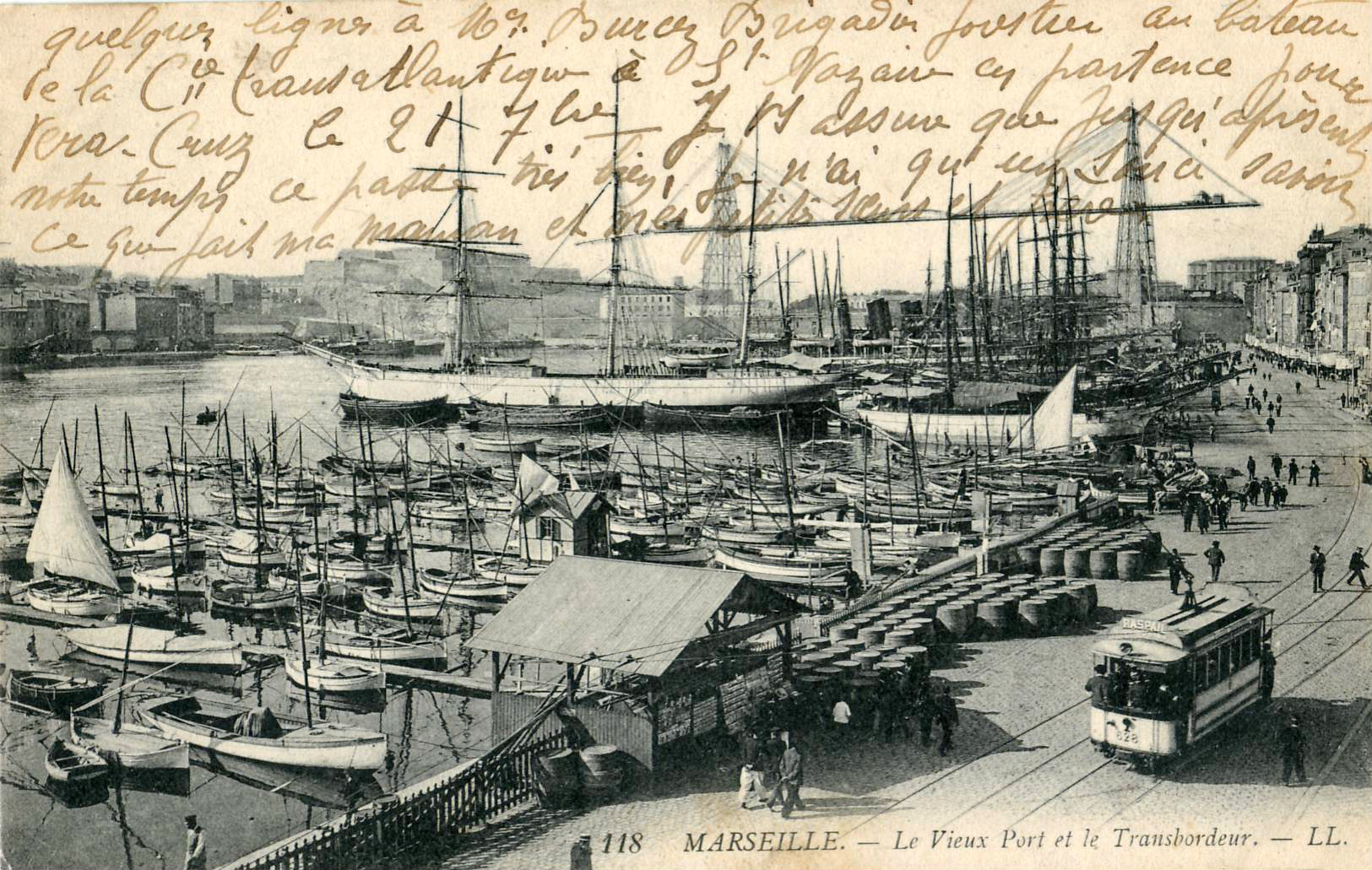
1900年代のマルセイユ市電
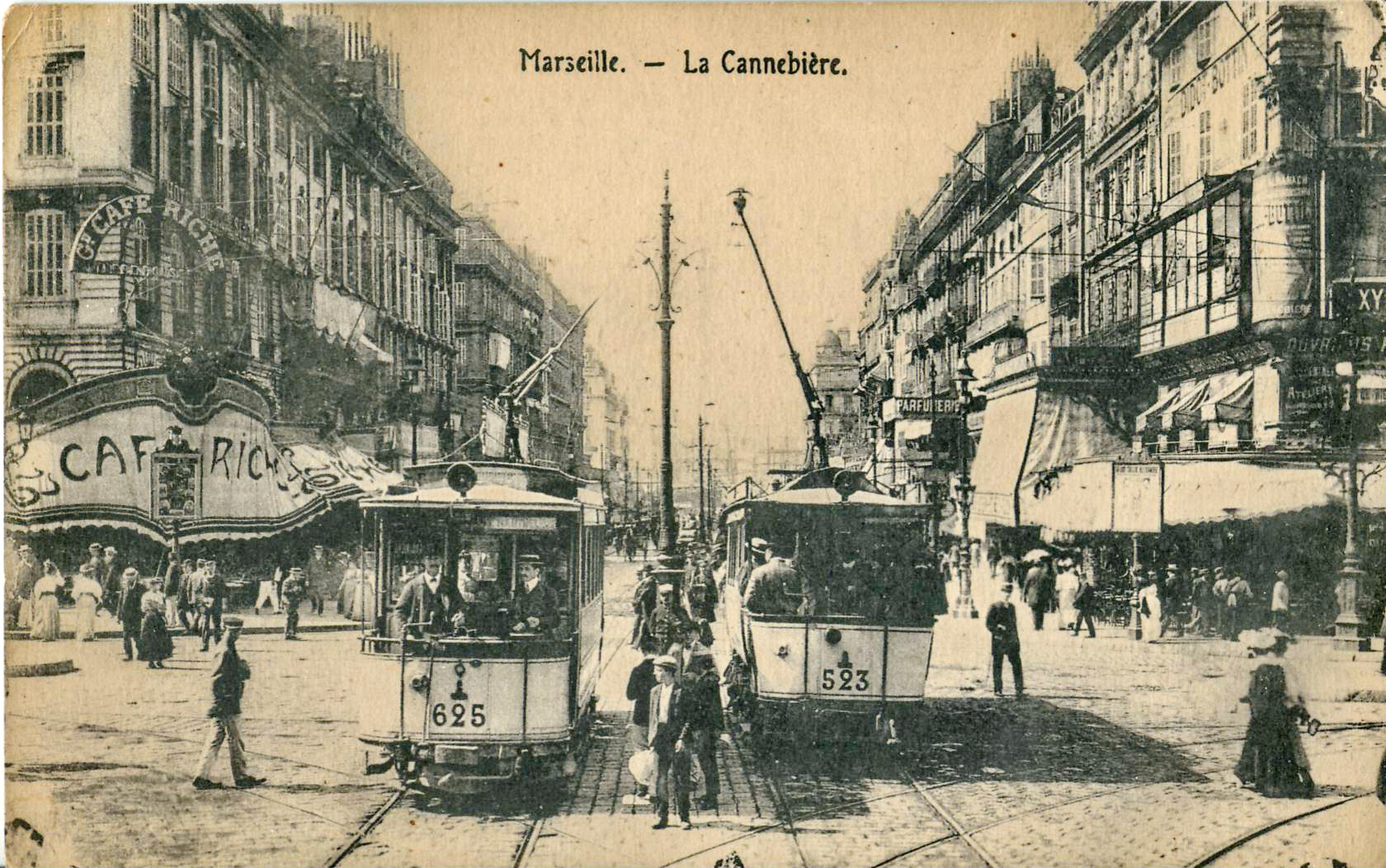
1910年代のマルセイユ市電
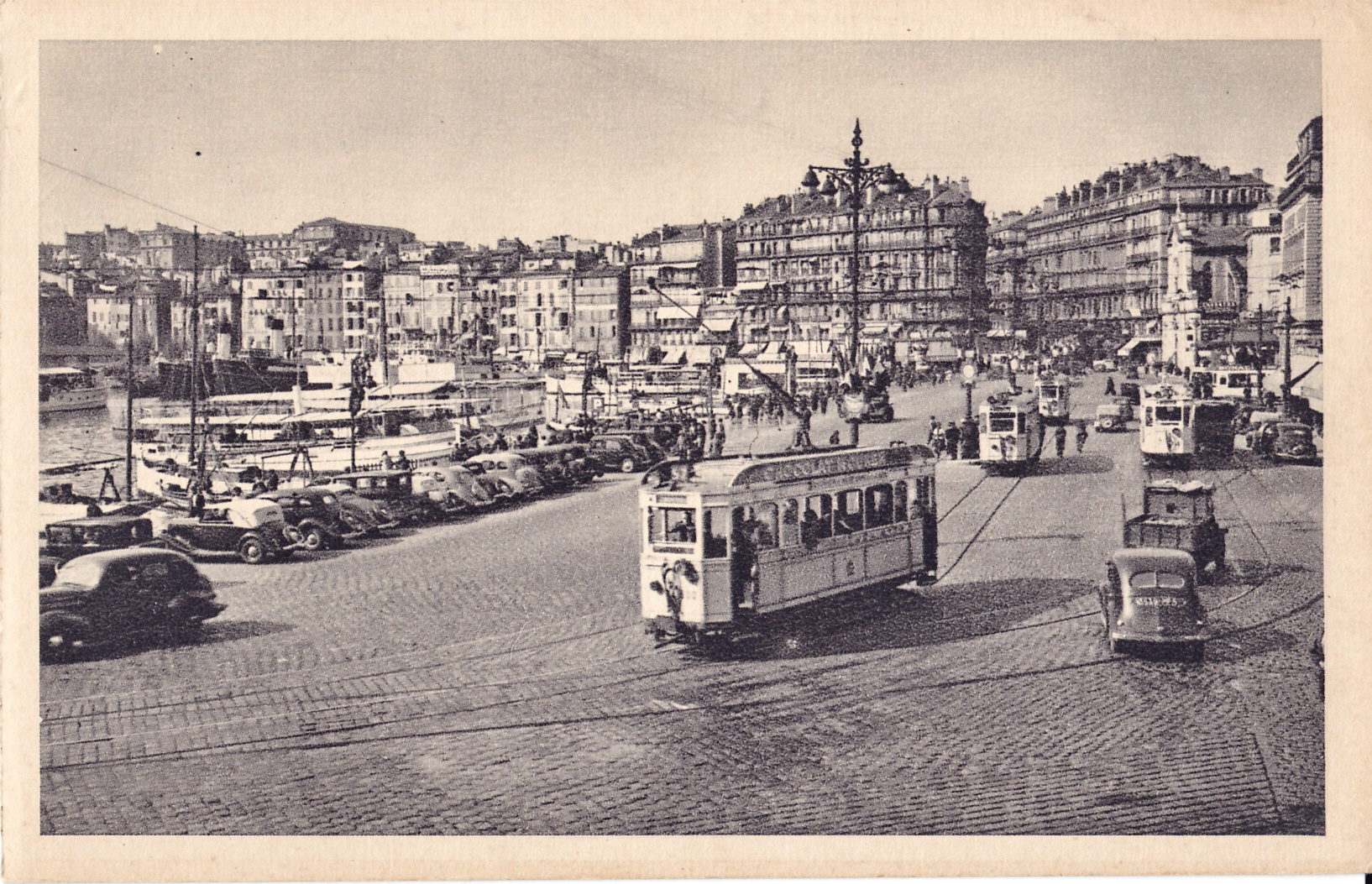
1930年代のマルセイユ市電
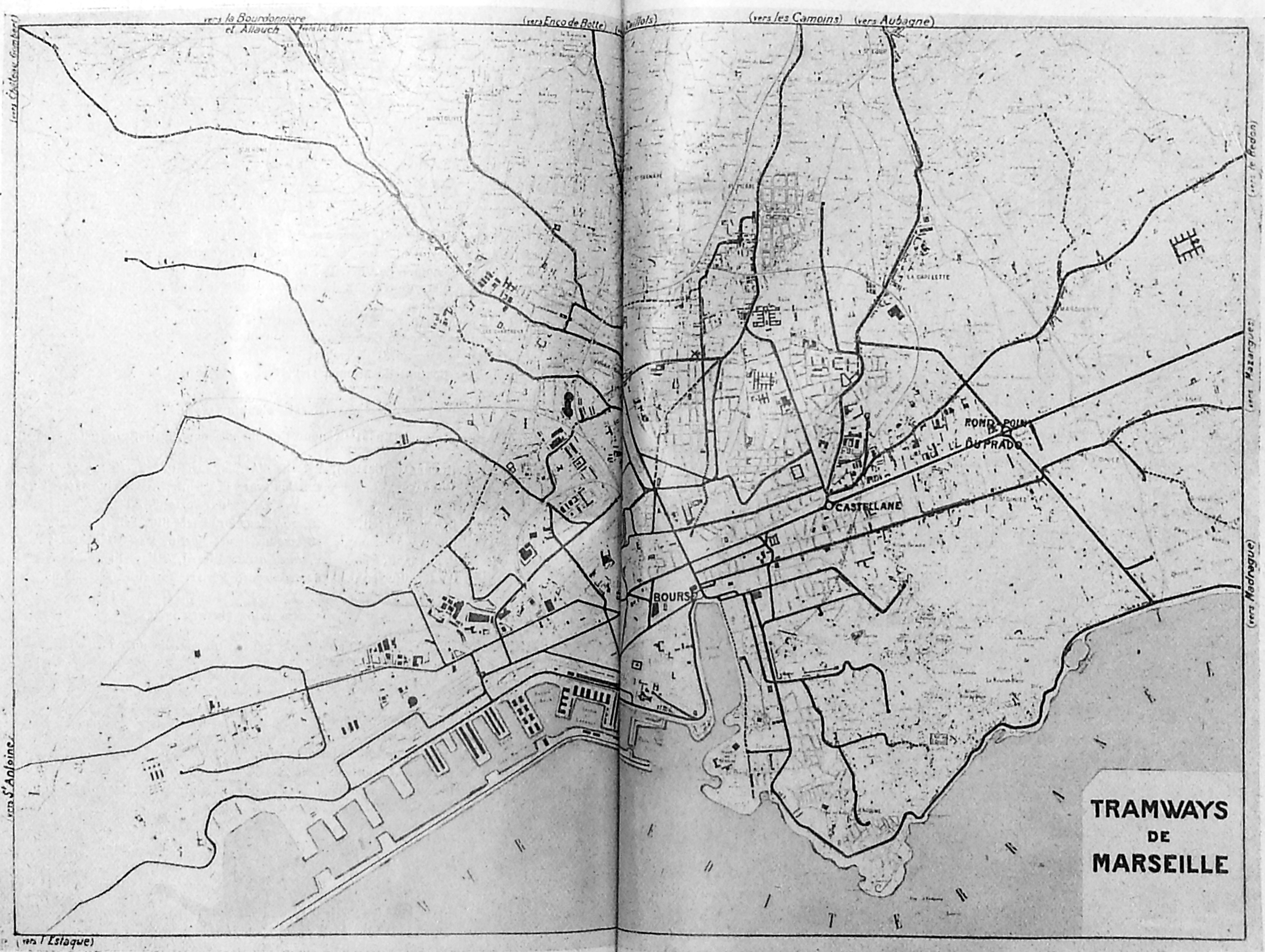
1928年時点の路線網
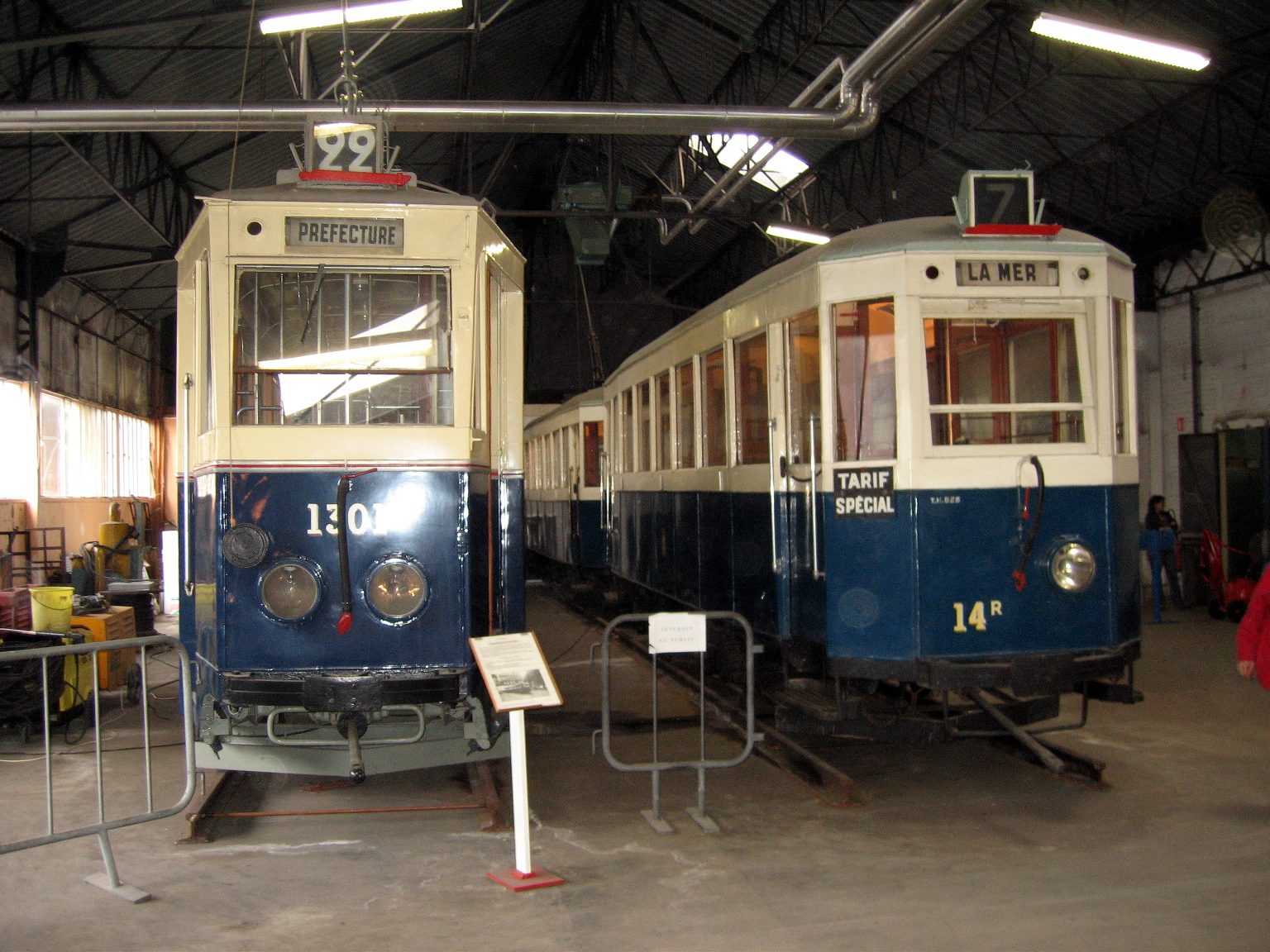
マルセイユ市電の旧型電車は一部が保存されている（2007年撮影）

しかし、一部に地下路線を有していた全長約3 kmの68号線のみはその利便性が評価された事で廃止を免れ、マルセイユはリールやサン＝テティエンヌと共に、第二次世界大戦以前からの路面電車が残る数少ないフランスの都市となった。存続が決定して以降、1969年2月にはベルギーの企業が製造した高性能路面電車のPCCカーが16両導入された他、施設の更新も行われた一方、幾つかの延伸計画も持ち上がったがこの時点で実現することはなかった。

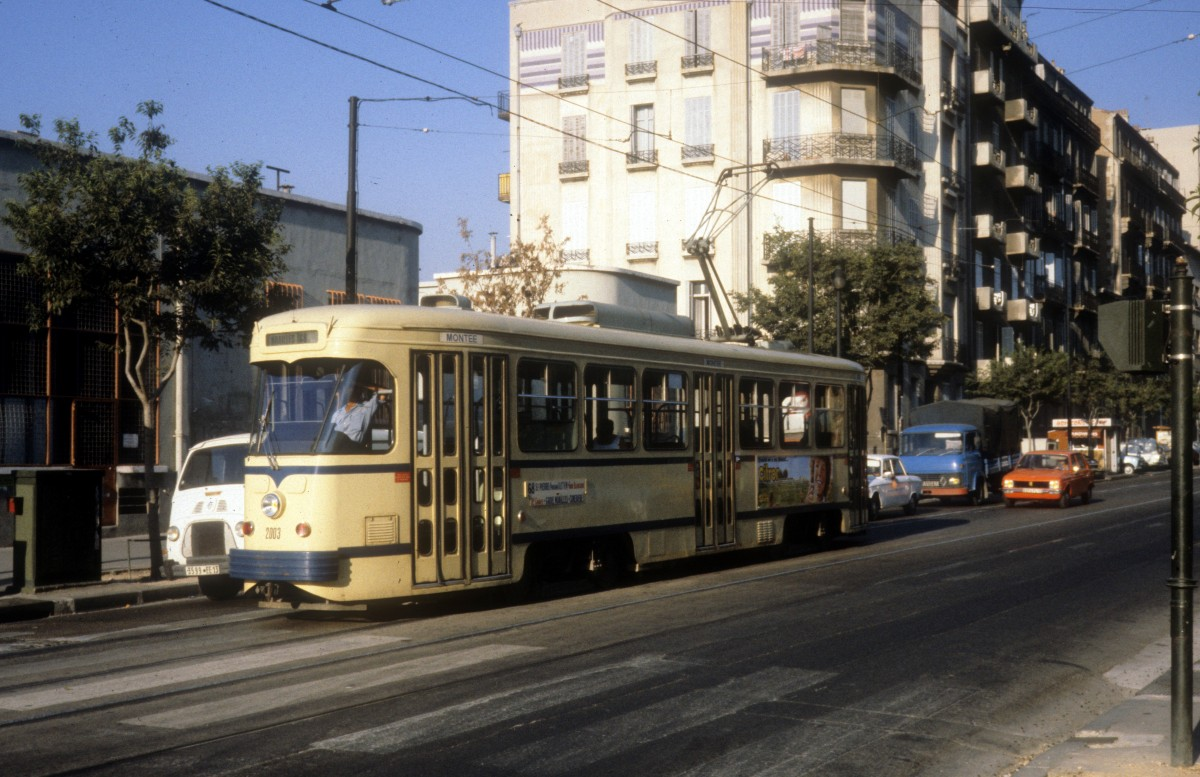
PCCカー（1979年撮影）
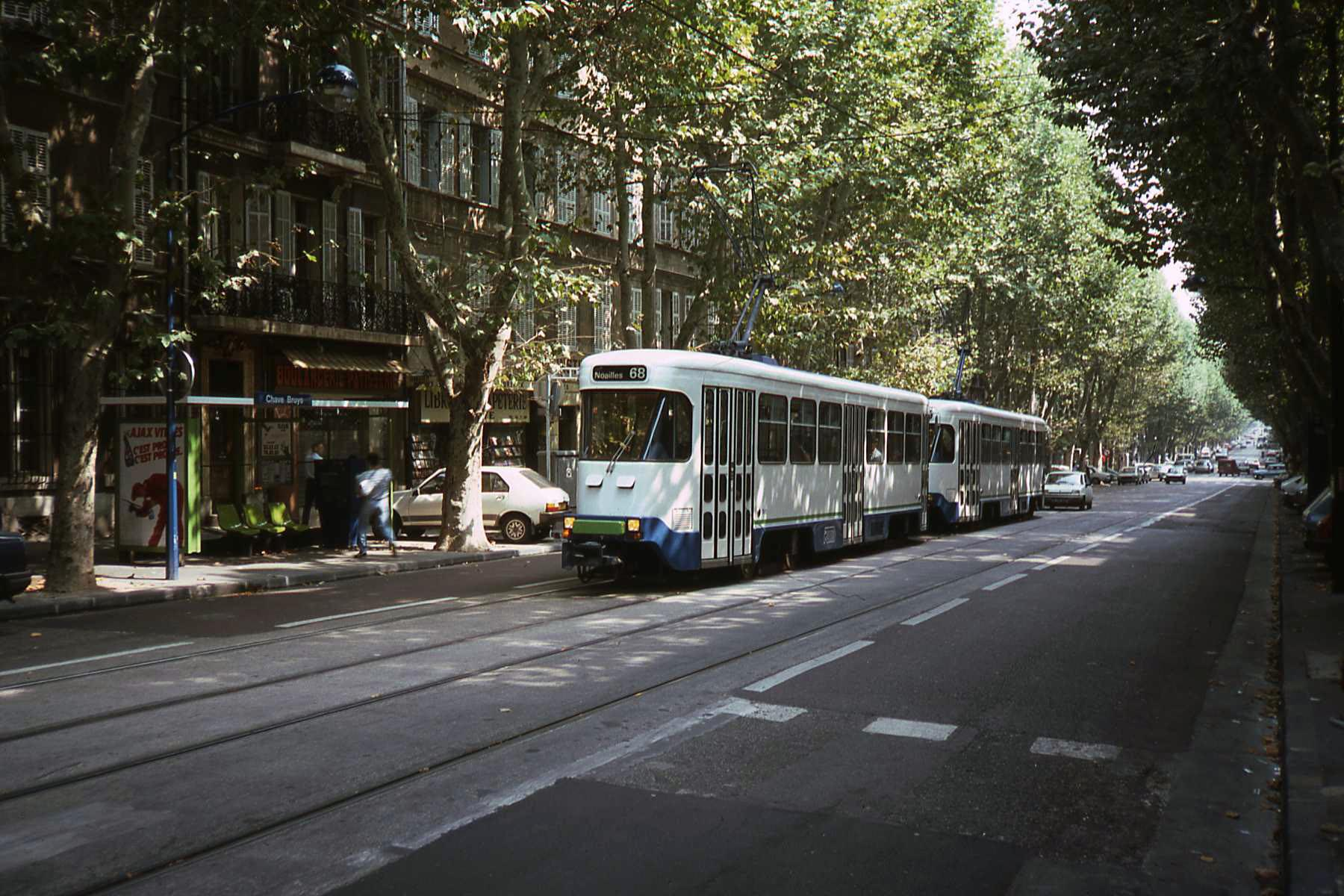
2両編成を組むPCCカー（1984年撮影）
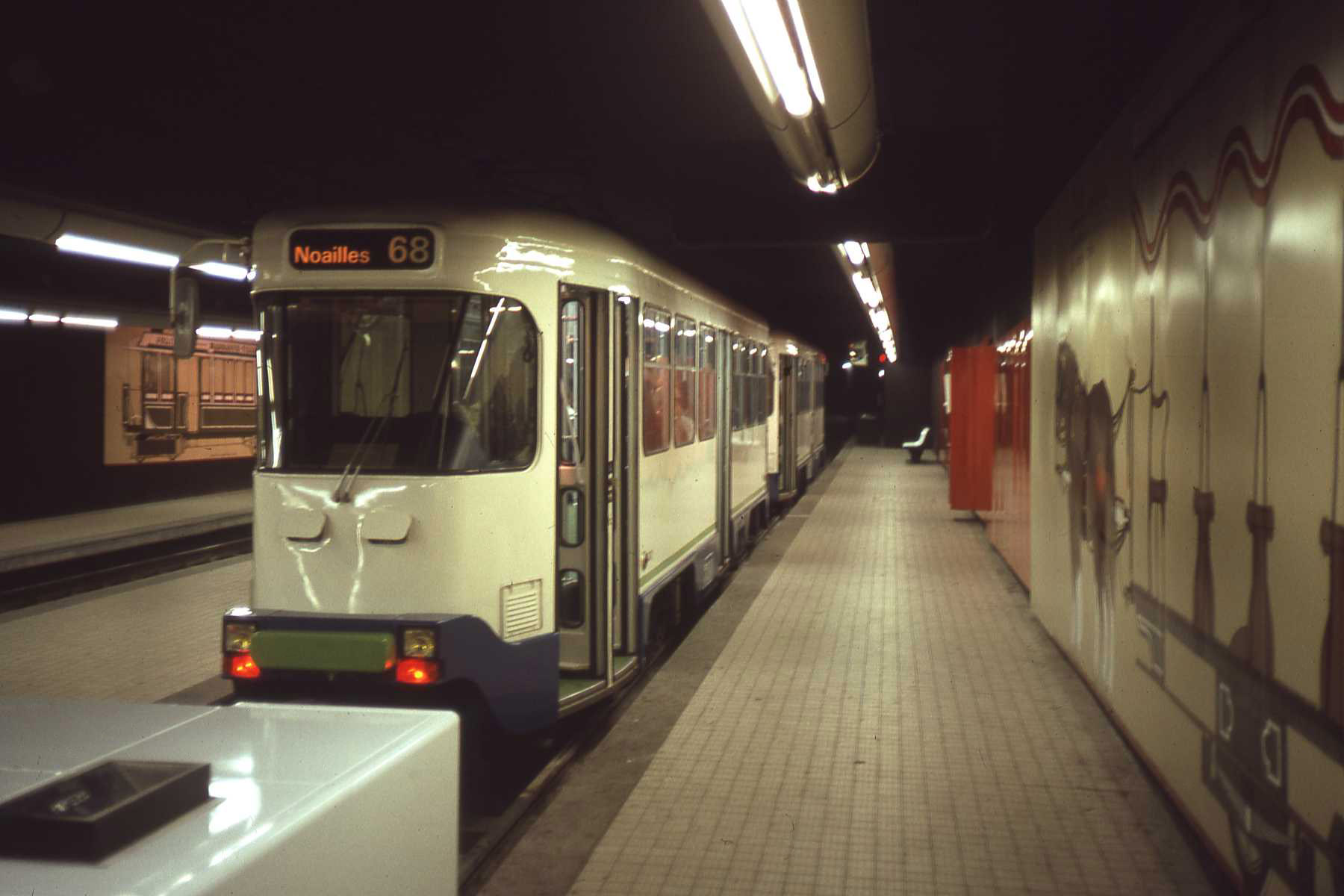
68号線の地下区間（1984年撮影）

1985年のナント（ナント・トラム）、1987年のグルノーブル（グルノーブル・トラム）の運行開始以降、フランスでは路面電車（ライトレール）の見直しが進み、首都・パリを含む各都市で次々と新たな路線が開通するようになった。マルセイユでもバリアフリーに適した部分超低床電車であるフランス標準型路面電車（TFS）の導入が検討されたが、高額な施設の更新費用に加えマルセイユ地下鉄の整備が優先された事から1980年代の時点では実現しなかった。しかし、1990年代に入ると渋滞の緩和や空洞化が進んだ都心の再開発などを目的とした本格的な延伸および近代化計画が動き出し、2004年1月8日以降68号線の運行を長期にわたって休止させた上で新たな路面電車網（ライトレール）の建設が始まった。そして2007年6月30日、68号線の地上区間の一部を含めたライトレール路線の開津式典が行われ、試験的な営業運転を経て同年7月2日から本格的な営業運転が始まった。更に同年11月8日にも68号線の地下区間を含む新たな区間が開通し、同日以降ライトレールは2つの系統（T1・T2）で運用されるようになった。

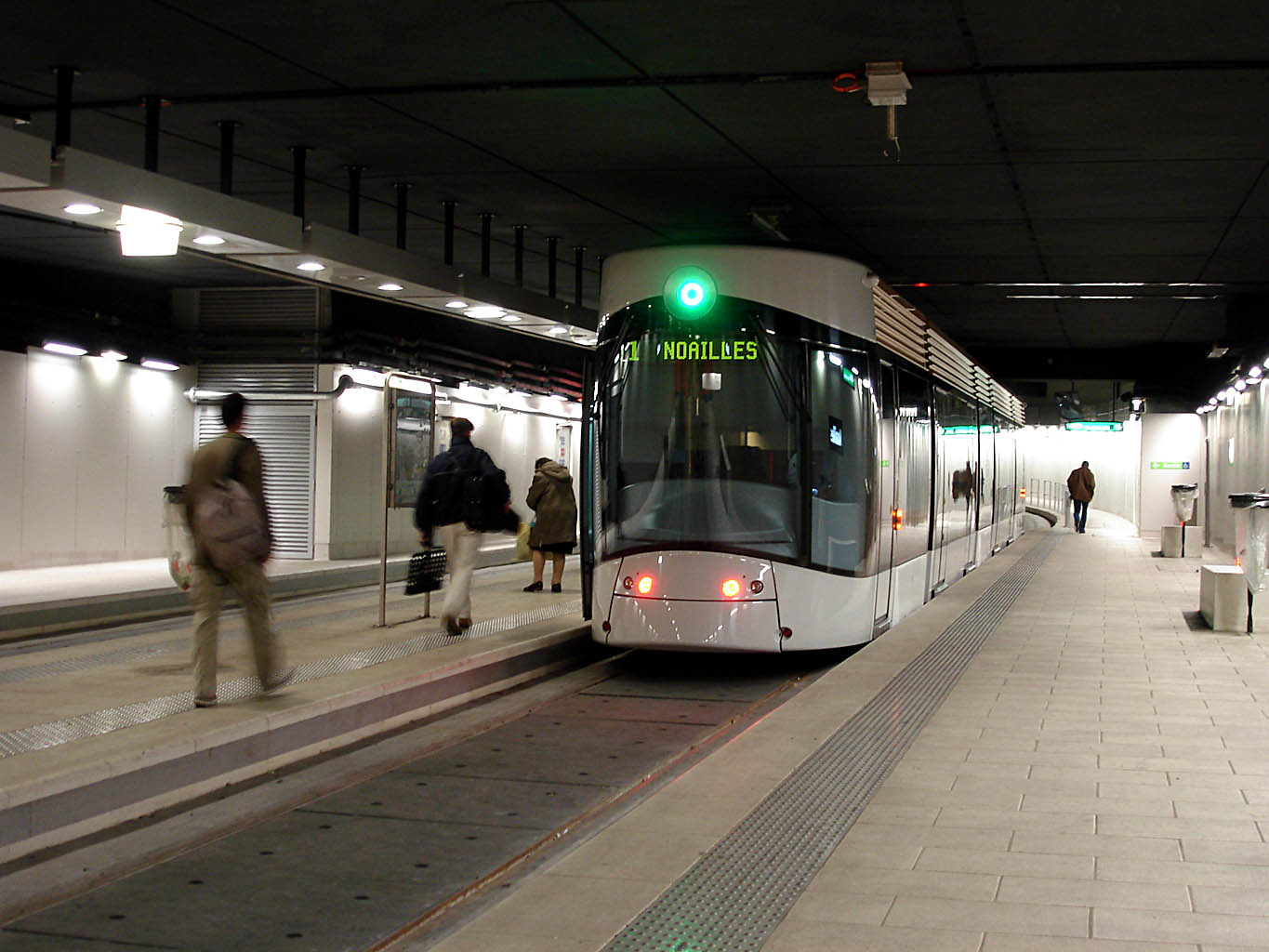
従来の68号線を転換した地下区間（2008年撮影）

開通初年度こそマルセイユのライトレールは道路の混雑による平均速度の遅さなどが要因となり、1日の利用客数が目標を遥かに下回る4万人程となってしまったが、以降は利便性の高さやバリアフリーへの対応、空調の完備などの快適性が評価され、10年後の2017年時点での1日利用者数は150,400人を記録している他、マルセイユ市交通局（RTM）が運営する公共交通機関の中で最も高い満足度を獲得している。路線網の拡張も続いており、2008年、2010年にそれぞれ延伸が行われた他、2015年5月にはローマ通り（Rue de Rome）を経由するT3号線が開通している。また、マルセイユ市交通局は今後も路面電車の延伸を実施する旨を発表している。

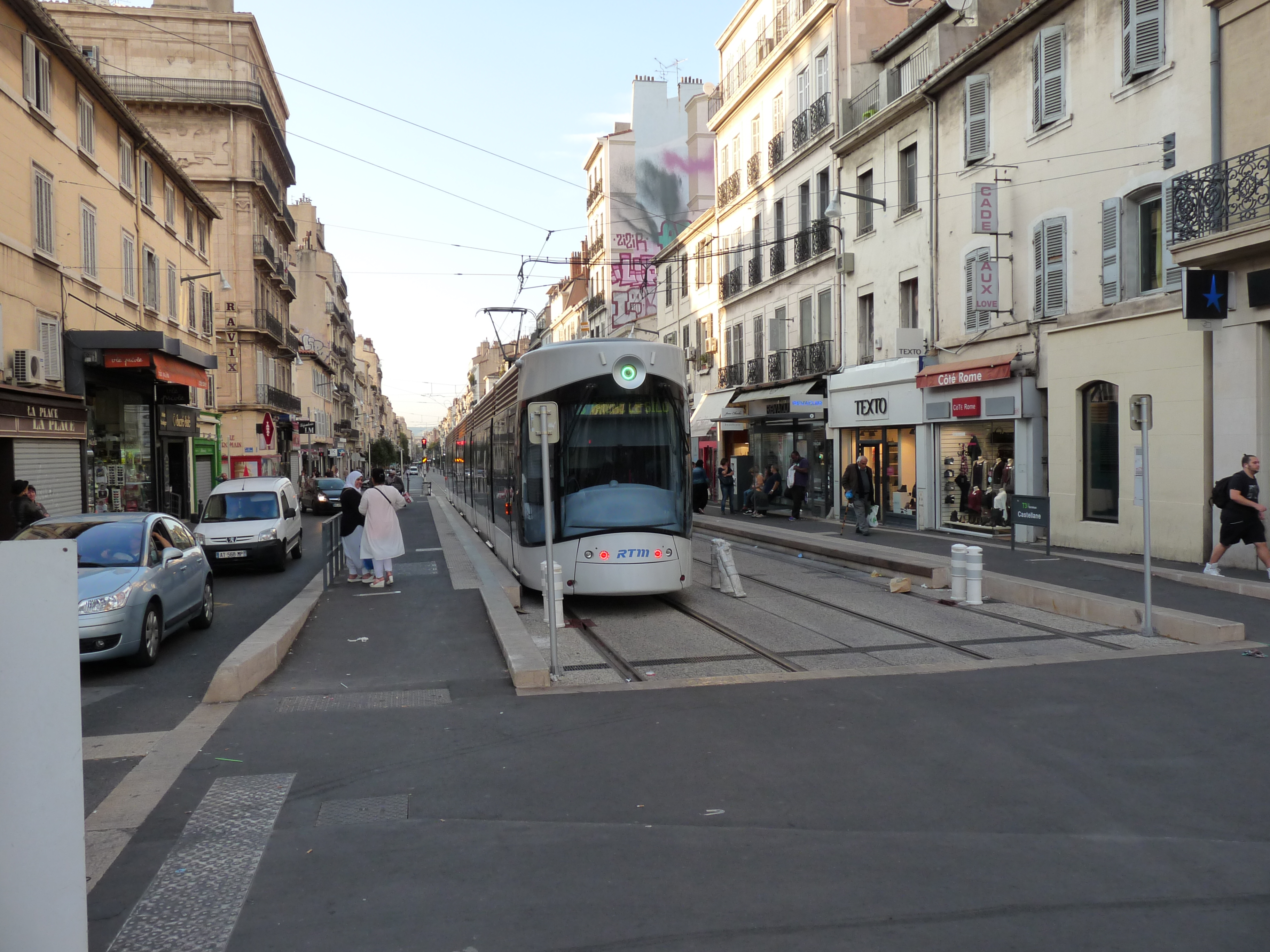
2015年に開通したT3号線（2015年撮影）

## 運行

T1号線

T2号線

T3号線

2020年現在、マルセイユ市内には以下の3系統の路面電車が存在する。運賃はマルセイユ市交通局が運行する路線バスや地下鉄（マルセイユ地下鉄）と共に1.5ユーロで、24時間（5.2ユーロ）、3日間（10.8ユーロ）有効となる時間制乗車券の発行も行われている。
| 系統番号 | 起点          | 終点         | 電停数 | 開業年 | 備考         |
| -------- | ------------- | ------------ | ------ | ------ | ------------ |
| T1       | Noailles      | Les Caillols | 14     | 2007年 | [ 5 ] [ 15 ] |
| T2       | Arenc Le Silo | La Blancarde | 15     | 2007年 | [ 5 ] [ 16 ] |
| T3       | Arenc Le Silo | Castellane   | 11     | 2015年 | [ 5 ] [ 17 ] |

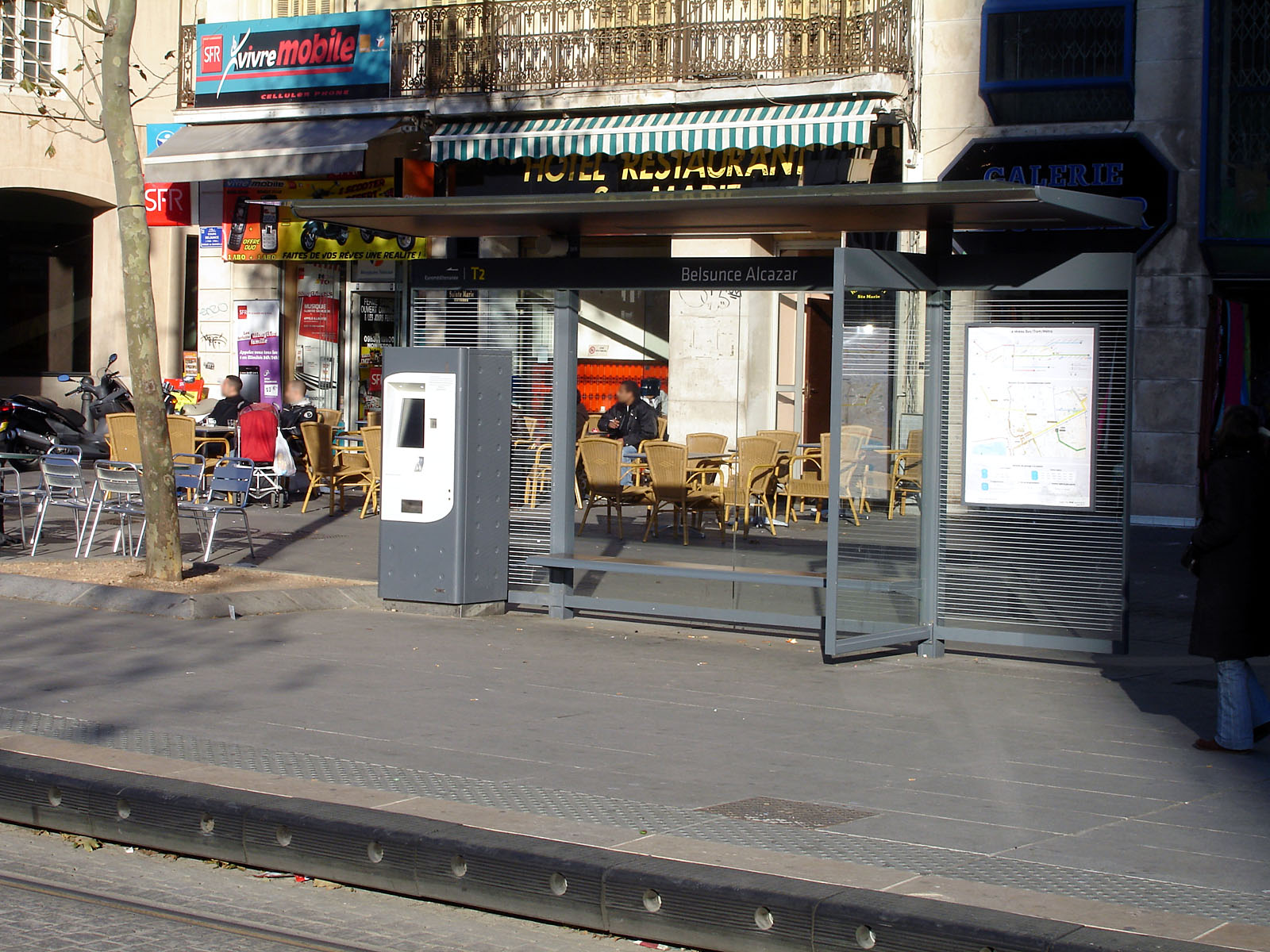
路面電車の電停（Belsunce Alcazar）（2008年撮影）
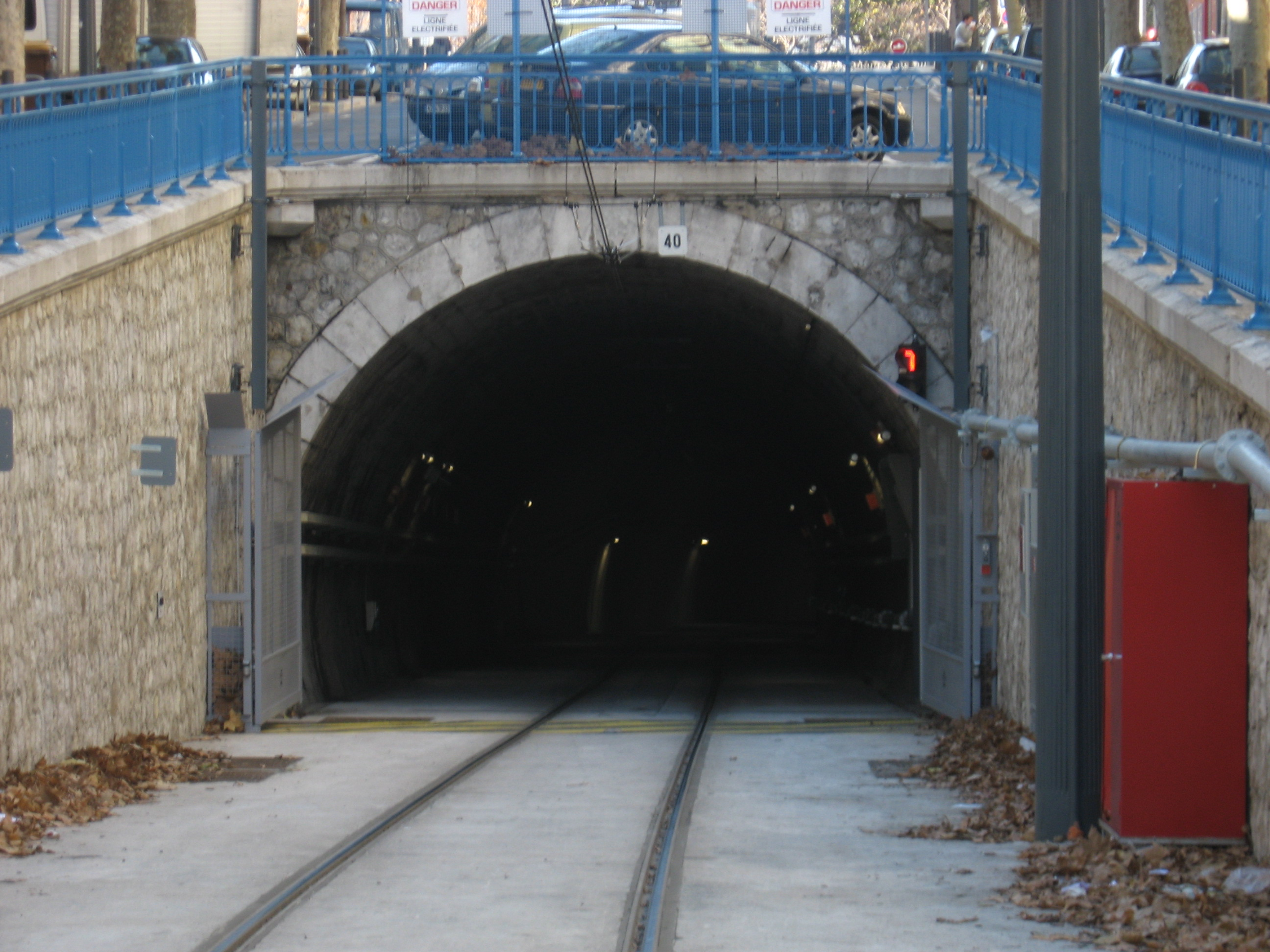
T1号線に存在する地下トンネル（2008年撮影）

## 車両

### 現有車両

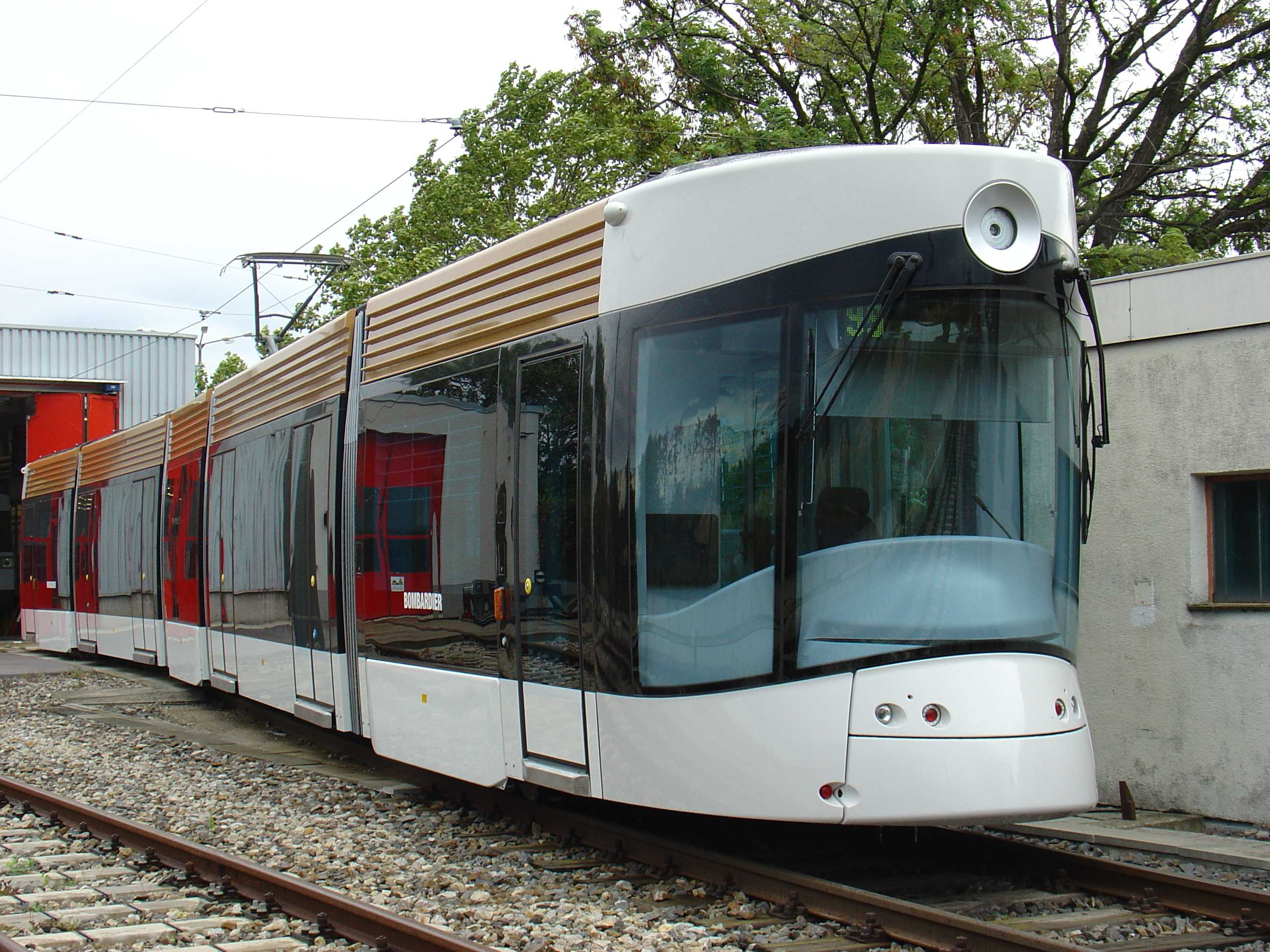
フレキシティ・アウトルックC
（2006年撮影）

2007年の再開業に合わせて、従来のPCCカーに代わってマルセイユの路面電車に導入されたのは、ボンバルディア・トランスポーテーション（現：アルストム）が展開する車内全体が低床構造となっている超低床電車のフレキシティ・アウトルックCである。フローティング車体を挟む連接構造を有しており、小径車輪を用いた車軸付き台車を用いることで走行時の安定性や騒音・振動の抑制が図られている。フランスのMBDデザイン（MBD Design）が手掛けた車体デザインは港湾都市であるマルセイユにちなみヨットがモチーフになっており、大型窓を導入する事で透明感を強調している他、車内は地中海をイメージした木製の座席や青い色調が用いられている。
開業時に導入された車両は24両の5車体連接車であったが、利用客の増加や延伸に対応するため2011年に7車体連接車6両の発注が行われ、2013年から営業運転を開始した。更に2012年には5車体連接車6両の増備も行われたため、2020年現在は計36両が在籍する。主要諸元は以下の通り。

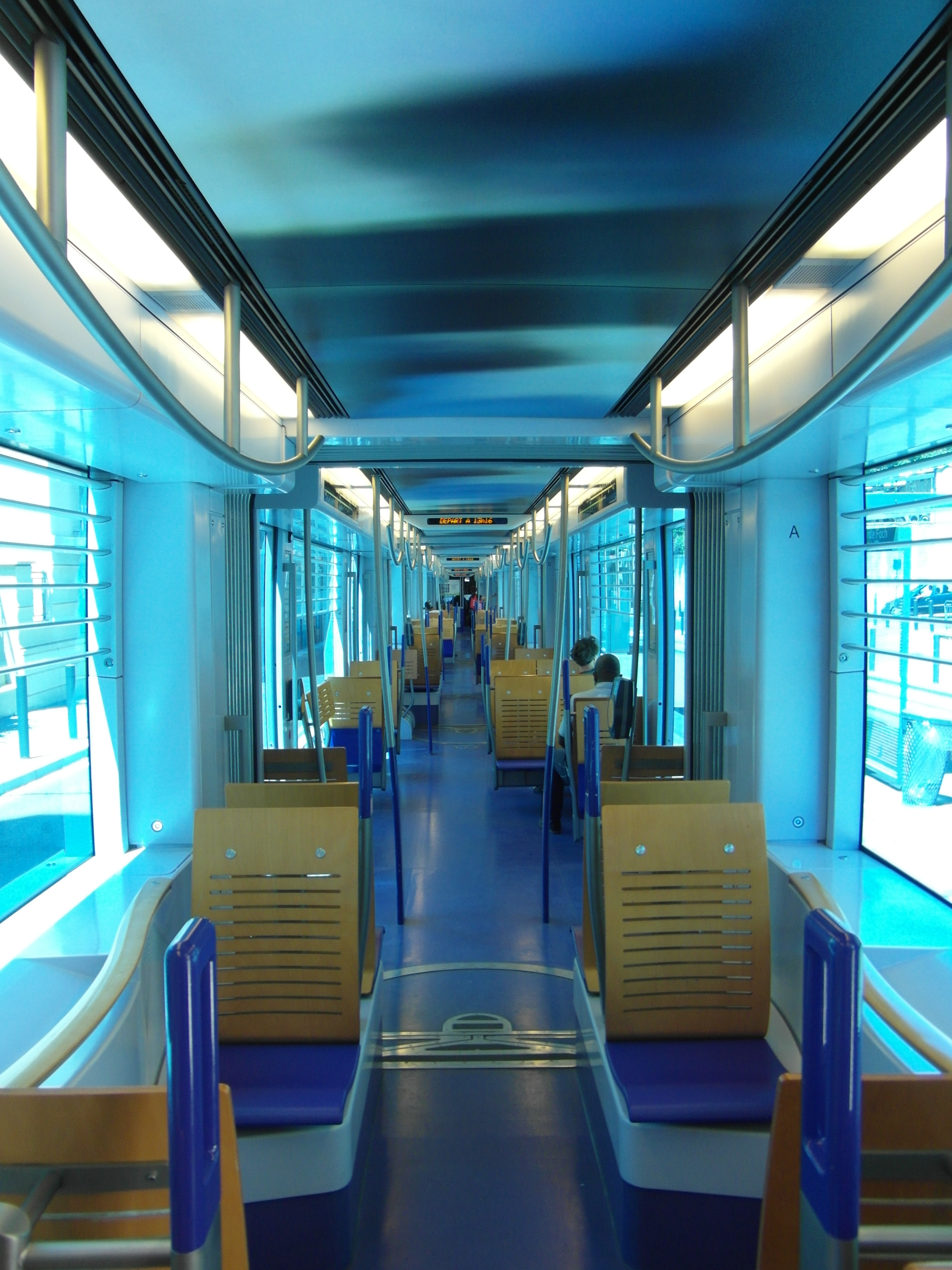
車内
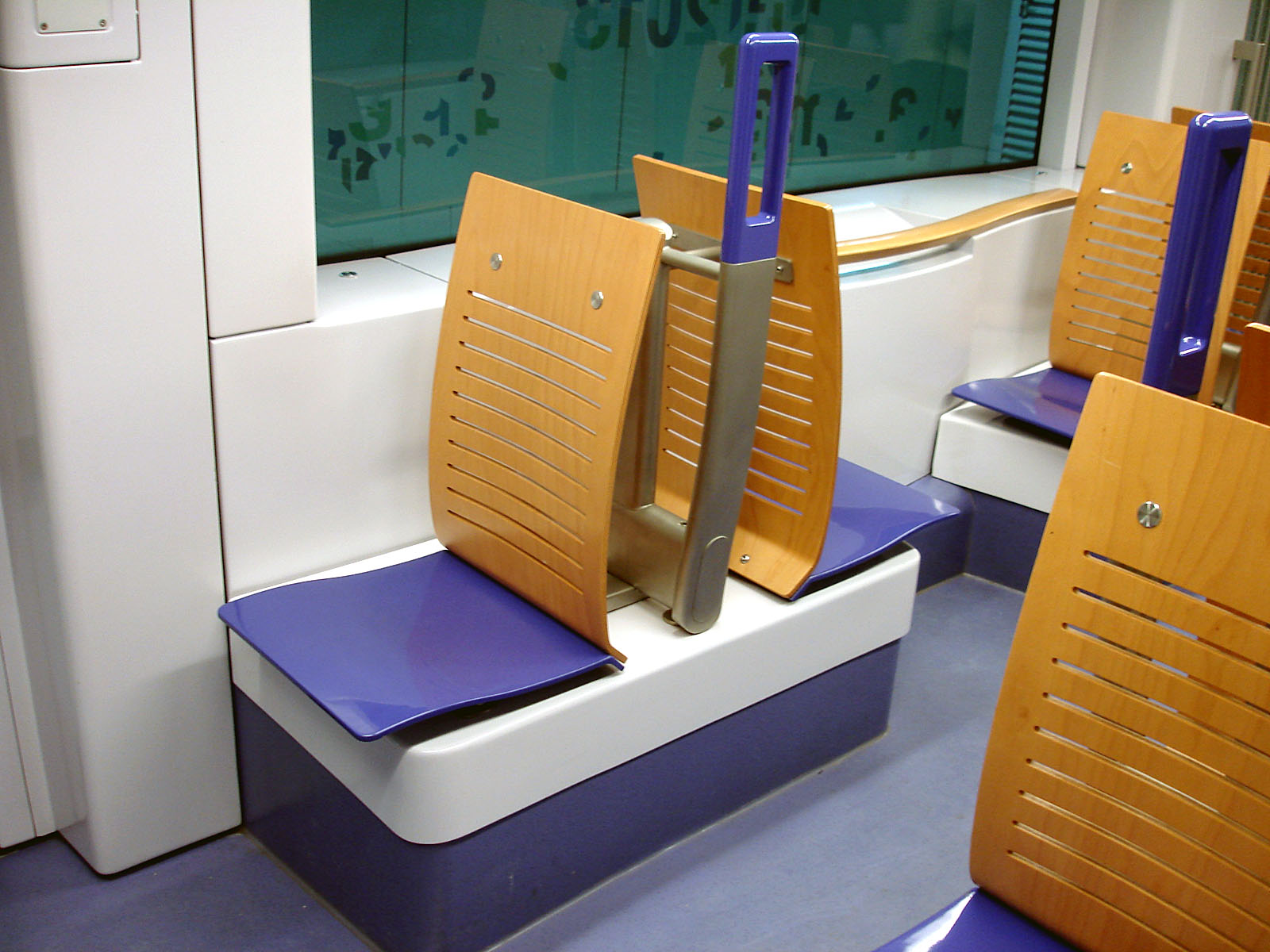
背もたれに木材を使った座席
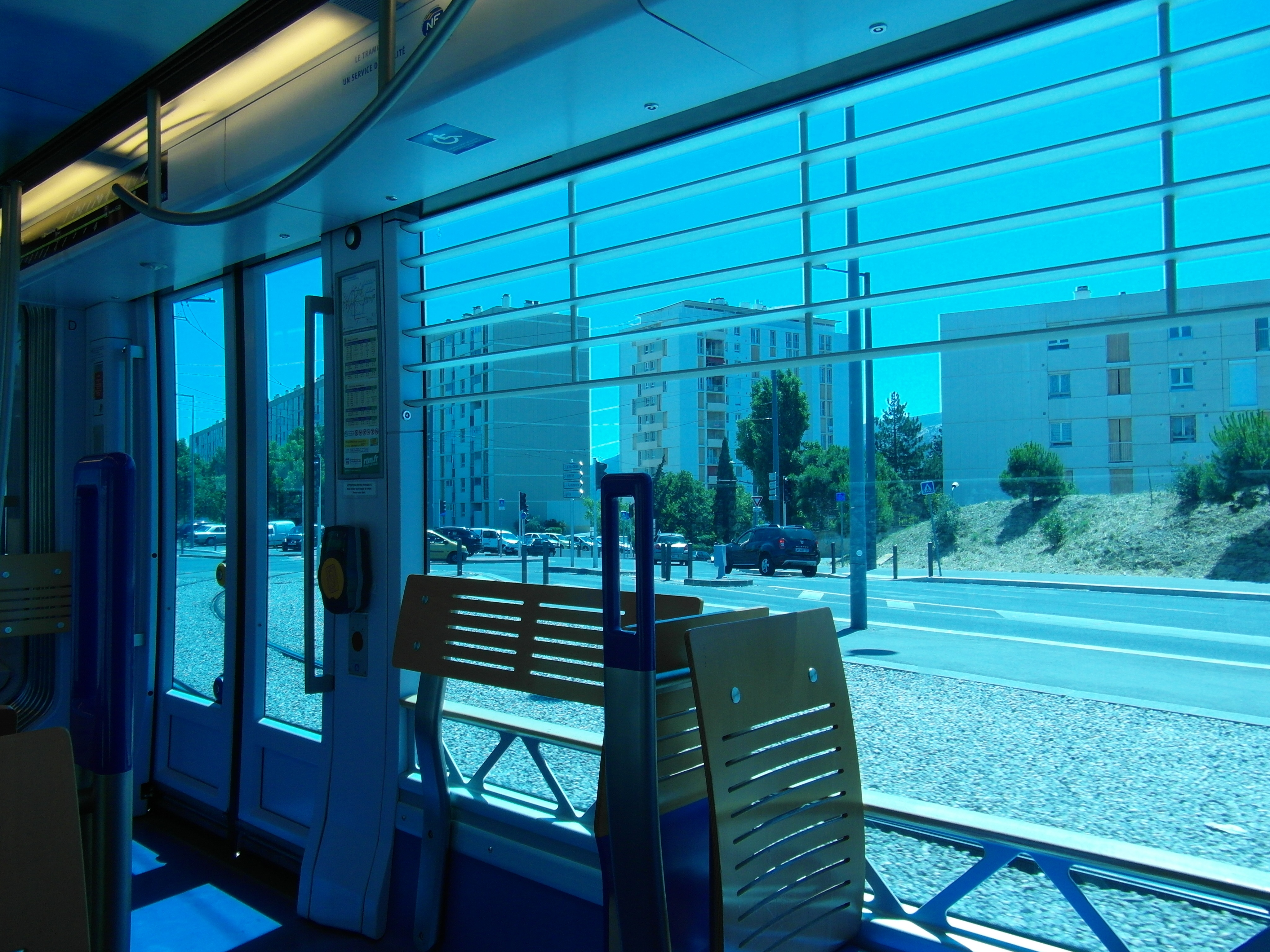
大型窓
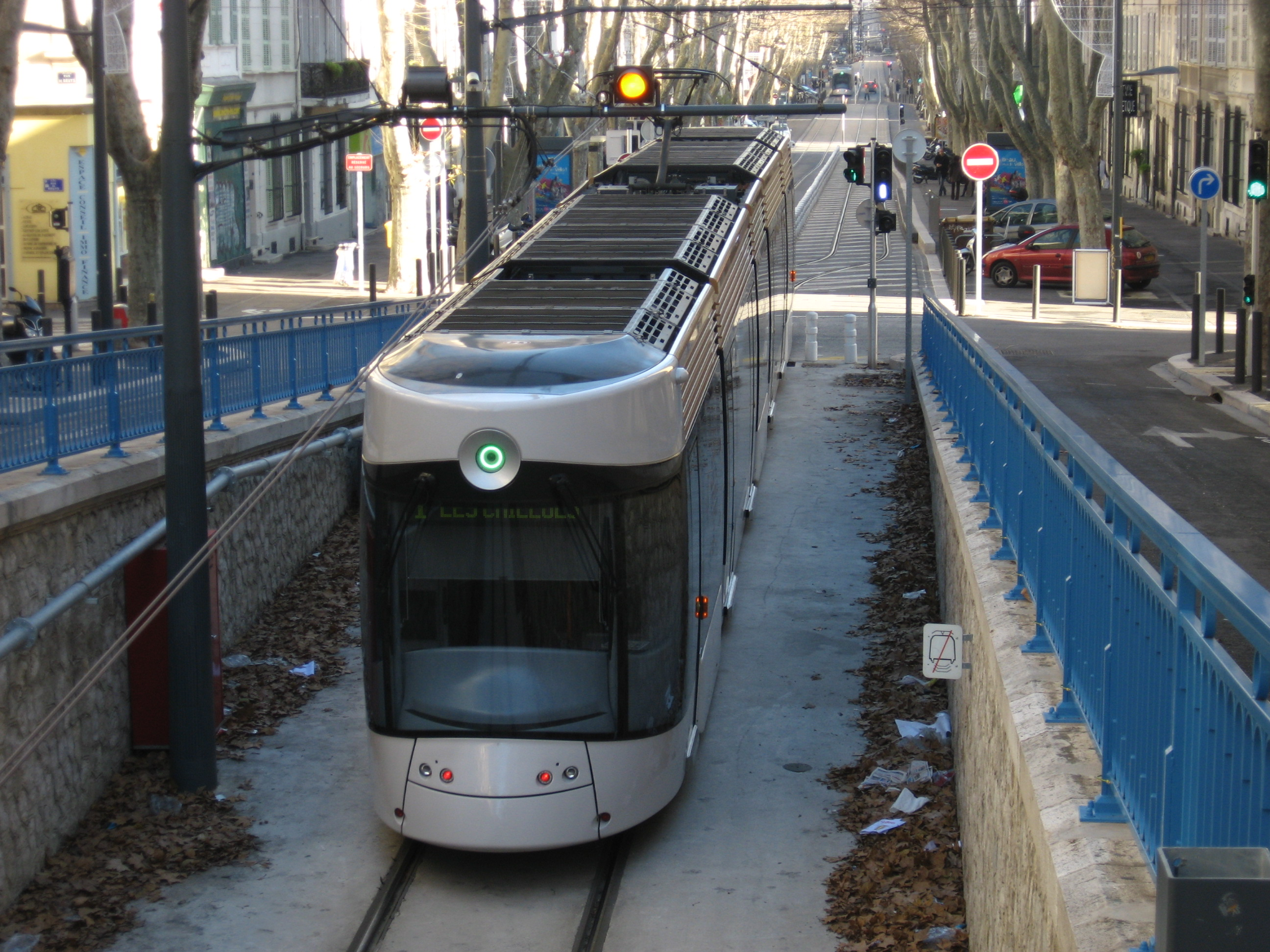
地下トンネルに進入する5車体連接車（2008年撮影）
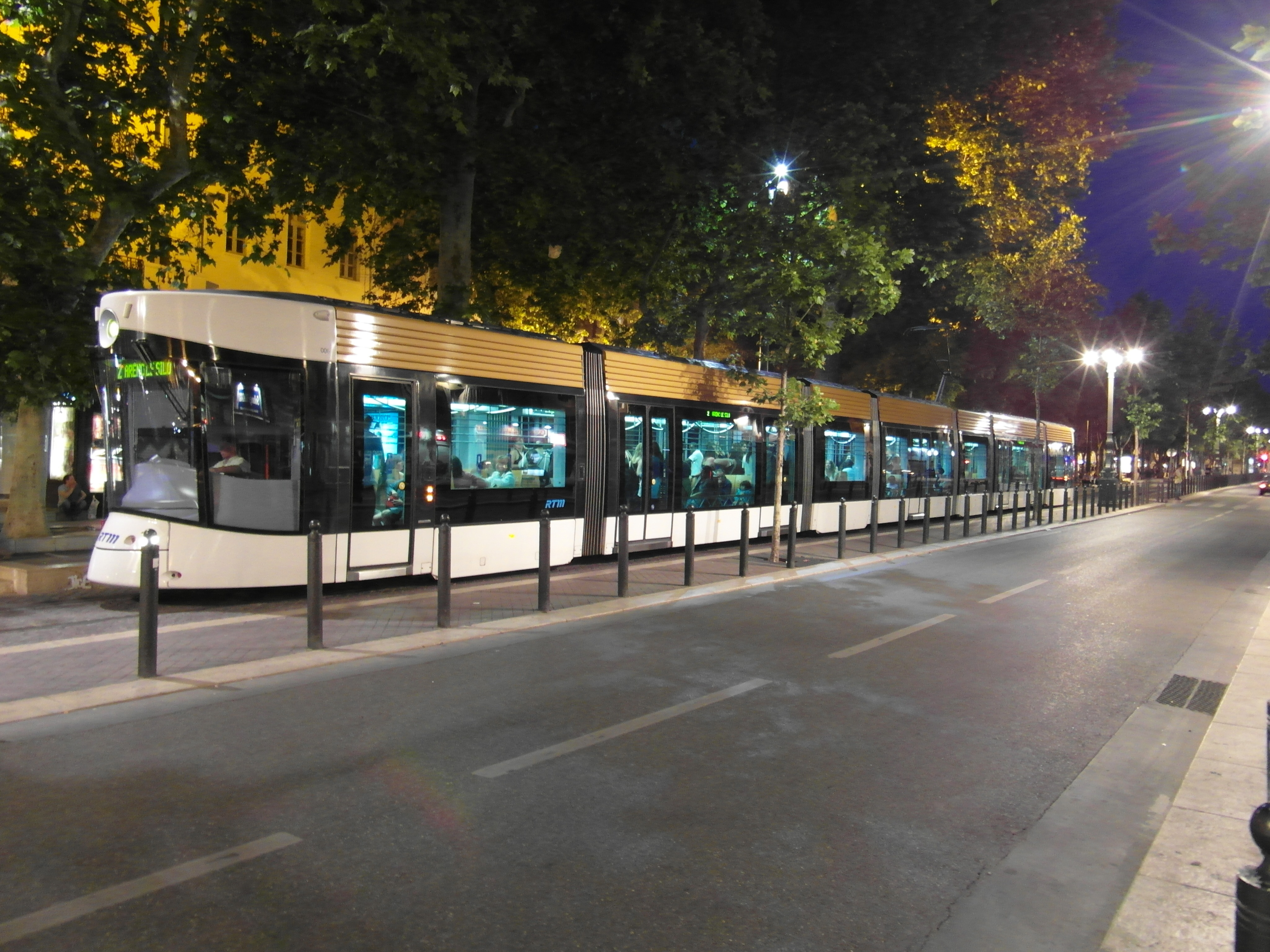
7車体連接車（2012年撮影）

| 主要諸元    | 主要諸元 | 主要諸元 | 主要諸元  | 主要諸元 | 主要諸元 | 主要諸元 | 主要諸元 | 主要諸元 | 主要諸元               |
| 編成        | 両数     | 運転台   | 全長      | 全幅     | 全高     | 着席定員 | 定員     | 軌間     | 備考・参考             |
| ----------- | -------- | -------- | --------- | -------- | -------- | -------- | -------- | -------- | ---------------------- |
| 5車体連接車 | 30両     | 両運転台 | 32,510 mm | 2,400 mm | 3,500 mm | 42人     | 158人    | 1,435 mm | 定員は乗客密度4人/m2時 |
| 7車体連接車 | 6両      | 両運転台 | 42,500 mm | 2,400 mm | 3,500 mm | ？       | ？       | 1,435 mm | 定員は乗客密度4人/m2時 |

### 導入予定の車両
2022年、マルセイユ市交通局は輸送力増強や今後の延伸を目的として、スペインのCAFとの間に同社が展開する超低床電車ブランドのウルボス（Urbos）を15両導入する契約を交わした。編成は7車体連接車、全長は42.5 mで、車体デザインはイメージ統一のため既存の「フレキシティ・アウトルックC」と同一のものとなる。

## 参考資料
- Benoît Demongeot (2006年8月7日). Discuter, politiser, imposer une solution d’action publique : l’exemple du tramway (PDF) (Report). Laboratoire PACTE. 2020年8月12日閲覧。